# Tiberiu Brediceanu
Tiberiu Brediceanu (n. 2 aprilie 1877, Lugoj, Austro-Ungaria – d. 19 decembrie 1968, București, România) a fost un compozitor, folclorist român, și jurist, fratele lui Caius Brediceanu, fiul lui Coriolan Brediceanu și tatăl lui Mihai Brediceanu. A participat și în calitate de deputat la Marea Adunare Națională de la Alba Iulia, organismul legislativ reprezentativ al „tuturor românilor din Transilvania, Banat și Țara Ungurească”, cel care a adoptat hotărârea privind Unirea Transilvaniei cu România, la 1 decembrie 1918.:p. 134

## Biografie
A studiat la Liceul „Sfântul Vasile cel Mare” din Blaj, după care a obținut licența în drept la Budapesta. A participat la înființarea Teatrului Național, Conservatorului și Operei Române din Cluj (al cărei director a fost). A fost și membru corespondent al Academiei Române, președinte al Conservatorului "Astra" din Brașov, director al Băncii "Albina", sucursala Brașov. Folclorist pasionat, a cules peste 2.000 de melodii populare, în special bănățene și maramureșene.
Creația sa dedicată scenei a fost gândită pentru teatrul de amatori, fiind concepută astfel încât să fie accesibilă din punct de vedere tehnic și să pună în evidență un limbaj predominant folcloric. Simplitatea și coloristica bogată a unor lucrări, precum: La șezătoare (1908) și Învierea (1936) i-au atras compozitorului simpatia publicului.
Utilizarea permanentă a citatelor folclorice, armonizarea tonală clasică, tenacitatea în valorificarea muzicii populare sunt prezente și în muzica simfonică, de cameră și vocală.
Între anii 1927 și 1930, Tiberiu Brediceanu a colaborat ca folclorist cu Arhiva Fonogramică a Ministerului Artelor din București, activând intens în domeniul culegerii de folclor (peste 2 000 de melodii) în țară și peste hotare.

## Activitate politică
A fost membru al C.N.R. Brașov și a participat la Marea Adunare Națională de la Alba Iulia ca delegat al „Societății pentru fond de teatru român” Brașov. A fost membru al Partidului Național-Țărănesc și deputat între 1919 - 1920.:p. 134

## Opere

### Compoziții muzicale
Muzică de teatru: 
- Poemul muzical etnografic: Transilvania, Banatul, Crișana și Maramureșul în port, joc și cântec (1905)
- La șezătoare (1908)
- Învierea -pantomimă în patru tablouri de Lucian Blaga, după balada populară Voichița (1936)
- Seara mare - scene lirice în trei acte, libretul de Tiberiu Brediceanu (1924)

Muzică simfonică: 
- Rândunica - vals pentru orchestră de salon (1894)
- 12 dansuri românești (1905)

Muzică de cameră: 
- Ardeleana (1894)
- Viorele - vals pentru pian (1896)
- Doină și joc pentru flaut și pian (1908)
- Preludiul și Hora în re bemol major - pentru pian (1915)
- Jocuri populare românești pentru pian - Caietele I -VIII

Muzică corală: 
- S-a dus cucul - cor pentru voci egale, pe versuri populare

Muzică vocală:
- Colinde culese și întocmite pentru voce și pian sau piano solo (1924)
- Șase doine și cântece românești - pentru cvartet vocal și pian (1953)
- Miorița - șase teme ale baladei pentru cvartet vocal și pian (1955)

### Muzicologie și folclor
- Melodii populare românești din Maramureș
- Melodii populare românești din Banat
- Poemul coregrafic
- Doine și cântece românești pe teme poporale
- Muzica și compozitorii români ai Transilvaniei

## Recunoaștere
O serie de distincții i-au recompensat activitatea: Premiul Național pentru muzică (1927), titlurile de Maestru Emerit al Artei (1952) și Artist al poporului (1957).  O alee din Brașov îi poartă numele.

### Distincții
- Ordinul „Coroana României” în gradul de Mare Ofițer (31 mai 1932)[4]
- Ordinul „Meritul Cultural”, în gradul de Cavaler clasa I, pentru artă (1 februarie 1943)[5]
- titlul de Maestru Emerit al Artei din Republica Populară Română (8 aprilie 1952) „pentru activitatea sa creatoare în domeniul culegerii și prelucrării cântecului popular”[6]
- Ordinul Muncii clasa I (7 martie 1956) „cu prilejul împlinirii a 60 de ani de activitate componistică”[7]
- titlul de Artist al poporului din Republica Populară Romînă (15 mai 1957) „pentru merite deosebite în activitatea artistică, pedagogică, precum și în munca din alte domenii ale culturii, [...] cu prilejul împlinirii a 80 de ani de viață”[8]